# پوچ‌پتری
پوچ‌پِتری (به مجاری:  Pócspetri) یک منطقهٔ مسکونی در مجارستان است که در سابولچ-ساتمار-برگ واقع شده‌است. پوچپتری ۲۶٫۳۷ کیلومتر مربع مساحت و ۱٬۶۷۴ نفر جمعیت دارد.